# Hausfeldstraße metróállomás
Hausfeldstraße egy metróállomás Bécsben a bécsi metró U2-es vonalán.

## Szomszédos állomások
A metróállomáshoz az alábbi állomások vannak a legközelebb:
- Aspernstraße
- Aspern Nord

## Átszállási kapcsolatok
| U2 (Schottentor ↔ Seestadt) |                        |                         |
| Állomás                     | Átszállási kapcsolatok | Fontosabb létesítmények |
| Hausfeldstraße              | 26 85A, 95B, 97A       |                         |